# 崇庆军
崇庆军，南宋时设置的军。
绍兴十四年（1144年），以高宗潜藩，升蜀州为崇庆军，治所在晋原县（今四川省崇州市）。辖境约当今四川省崇州市和新津县地。属成都府路。淳熙四年（1177年），升为崇庆府。 